# Browning Hi-Power
Browning Hi-Power ili skraćeno HP (High Power) je vrsta poluautomatskog pištolja plosnatog oblika i nazvana je po američkom izumitelju John Browningu.  Konceptualno, Hi-Power je nasljednik Browningovog prethodnog dizajna automatskog pištolja, M1911. Hi-Power je dizajniran za kalibar 9x19mm. Naziv Browning također nose i druga automatska oružja koja izlaze iz tvornice Browning ili proizvoda koja se prave po njihovoj licenci.

## Vanjske poveznice
- The FN HP Explained (downloadable ebook)  Arhivirana inačica izvorne stranice od 28. rujna 2007. (Wayback Machine)  (H&L Publishing - HLebooks.com 2004)